# Ceriopora tumulifera
Genre
Espèce
Ceriopora tumulifera est une espèce éteinte de bryozoaires (appelés maintenant Ectoprocta). Elle est rattachée à la famille des Cerioporidae et à l'ordre des Cyclostomatida.

## Description
Il a été décrit comme une éponge sous le nom de Chaetetes pomiformis mamillosa, cependant, redécouvrant et réexameninant l'holotype et les paratypes de ce fossile, il a révélé qu'il n'était pas une éponge, mais un bryozoaire appartenant à un grand genre éteint Ceriopora. Il ne fait partie d'une seule espèce, mais il y a aussi trois espèces du même genre : Ceriopora balavoinei, Ceriopora tumulifera et Ceriopora hardouini.